# Prodziekan do spraw nauki
Prodziekan do spraw nauki – zastępca dziekana wydziału uczelni wyższej, na którym prócz edukacji, prowadzona jest działalność naukowo-badawcza. Ponieważ każda uczelnia akademicka ma autonomię, zakres obowiązków na tym stanowisku może się nieco różnić. Powinien obejmować:
- nadzór nad badaniami
- rozpatrywanie wniosków o dofinansowanie lub przygotowanie ich do zgłoszenia prorektorowi ds. nauki
- rozwój kadry naukowej
- ochrona praw autorskich i patentów
- reprezentowanie wydziału na zewnątrz w sprawach badawczych
- współpraca z zagranicznymi naukowcami
- nadzór nad ewentualną komercjalizacją wyników
- nagradzanie za działalność naukową.

Formalnie jest zastępcą dziekana. W rzeczywistości pomaga prorektorowi. Część decyzji prodziekana, może wymagać akceptacji prorektora.